# Транссубстанциация
Транссубстанциация (на латински: transsubstantiatio, на гръцки: μετουσίωσις, на български: пресъществяване) е термин, който определя реалното присъствие на Христос в Евхаристията (Светото причастие), а не само виртуалното или символично присъствие – присъствие не в субстанцията на хляба и виното, но чрез промяна на тази субстанция.
Декретът за това определение е направен на 11 октомври 1551 г. на XIII сесия на Тридентинския събор (1545 – 1563).